# Gobio lozanoi
Il gobione iberico o gobione di Guascogna (Gobio lozanoi (Doadrio & Madeira, 2004)) è un pesce d'acqua dolce appartenente alla famiglia Cyprinidae.

## Distribuzione e habitat
Questa specie è endemica della regione dei Pirenei sia in Francia (bacino dell'Adour) che in Spagna (bacini dell'Ebro e del Bidasoa). Risulta introdotto ed acclimatato nel resto della Spagna e in Portogallo.
È tipico della zona dei ciprinidi litofili in zone con acqua limpida, scarsa corrente e fondi sabbiosi o ghiaiosi.

## Descrizione
Appare abbastanza simile al gobione europeo da cui si può distinguere, oltre che dal diverso areale, per i seguenti caratteri:
- testa leggermente più piccola
- scaglie presenti tra le pinne pettorali (assenti in G. gobio)
- livrea con una fila di grandi macchie scure laterali ben definite, soprattutto le posteriori.

Misura fino a 12 cm di lunghezza.

## Biologia
Ignota.

## Conservazione
Si tratta di una specie non a rischio, con popolazioni abbondanti ed ampiamente distribuite.